# South Circular Road
South Circular Road es una avenida en la ciudad de Dublín en la República de Irlanda. Se extiende desde la zona conocida como Kilmainham en el oeste de la ciudad hasta Portobello, en las cercanías del centro. Recorre en su mayoría áreas residenciales y es servida por diversas rutas del transporte público y del tranvía.

## Historia
South Circular Road fue hasta el siglo XVIII parte del campo. En ella se estableció la Collins Barracks, un edificio militar para uso oficial. El desarrollo urbanístico llegaría a partir del año 1860, cuando se construyeron algunos edificios; posteriormente en 1870 se terminó la construcción de la Iglesia de Saint Kevin, perteneciente a la Iglesia Católica, la cual se encuentra en la calle Harrington.
South Circular Road fue un área que recibió a muchos judíos exiliados que se reunieron en esta zona del sur de la ciudad.

## Lugares de Interés
El Griffith College se encuentra en South Circular Road, siendo el colegio privado más grande del país. También se puede ubicar la Asociación Nacional de Boxeo y una mezquita.
- Datos: Q6132752